# كلفن كيني
كلفن كيني (بالإنجليزية: Kelvin Kinney)‏ هو لاعب كرة قدم أمريكية أمريكي، ولد في 31 ديسمبر 1972 في مونتغمري في الولايات المتحدة.

## وصلات خارجية
- كلفن كيني على موقع مرجع كرة القدم المحترفة.كوم (الإنجليزية)